# Tor Halvor Bjørnstad
Tor Halvor Bjørnstad (17 de mayo de 1978) es un deportista noruego que compitió en triatlón y biatlón.
Ganó dos medallas en el Campeonato Mundial de Triatlón de Invierno en los años 2009 y 2010. Además, obtuvo una medalla de plata en el Campeonato Europeo de Biatlón de 2004.

## Palmarés internacional
| Campeonato Mundial | Campeonato Mundial        | Campeonato Mundial | Campeonato Mundial |
| Año                | Lugar                     | Medalla            | Prueba             |
| ------------------ | ------------------------- | ------------------ | ------------------ |
| 2009               | Gaishorn am See (Austria) | Medalla de oro     | Individual         |
| 2010               | Eidsvoll (Noruega)        | Medalla de plata   | Individual         |

| Campeonato Europeo | Campeonato Europeo  | Campeonato Europeo | Campeonato Europeo |
| Año                | Lugar               | Medalla            | Prueba             |
| ------------------ | ------------------- | ------------------ | ------------------ |
| 2004               | Minsk (Bielorrusia) | Medalla de plata   | Relevos            |